# Ylitornio (gemeente)
Ylitornio (letterlijk: Hoog Tornio, Zweeds: Övertorneå) is een gemeente in het Finse landschap Lapland. De gemeente heeft een totale oppervlakte van 2.028,29 km² en telt 3.788 inwoners (2022). Het is tevens het grootste dorp binnen die gemeente.